# Pseudogaurax mantivorus
Pseudogaurax mantivorus är en tvåvingeart som beskrevs av Seguy 1951. Pseudogaurax mantivorus ingår i släktet Pseudogaurax och familjen fritflugor.
Artens utbredningsområde är Madagaskar. Inga underarter finns listade i Catalogue of Life.